# 에리카 위비
에리카 엘리자베스 위비(영어: Erica Elizabeth Wiebe, 1989년 6월 13일~)는 캐나다의 레슬링 선수로 2016년 하계 올림픽 여자 헤비급에서 금메달을 획득했다.